# ويليام ثورنتون
الدكتور ويليام ثورنتون (20 مايو 1759 – 28 مارس 1828) كان طبيبًا بريطانيًا أمريكيًا، ومخترعًا، ورسامًا، ومهندسًا معماريًا صمم مبنى الكونجرس الأمريكي. كان أيضًا أول مهندس لوكالة العمارة الخاصة بمبنى الكونغرس الأمريكي وأول مشرف على مكتب الولايات المتحدة لبراءات الاختراع والعلامات التجارية.

## نشأته
أظهر ويليام اهتمامًا وموهبة متميزة في «فن التصميم» منذ سن مبكرة، وهو مصطلح من القرن الثامن عشر يصف بدقة مسيرته العملية. ولد ثورنتون في جوست فان دايك، في جزر فيرجن البريطانية، جزر الهند الغربية، في مجتمع للكويكرز (جمعية الأصدقاء الدينية أو الصاحبيون) حيث كان وريثًا لمزرعة سكر. أُرسل إلى إنجلترا في الخامسة من عمره ليتلقى تعليمه. تربى فراري ثورنتون على نمط صارم من قبل عائلة أبيه، الكويكرز، والتجار، في بلدة القلعة القديمة في لانكستر، شمال لانكشر، إنجلترا. لم يكن امتهانه للفنون الجميلة موضع قضية أمامه، بل توجب عليه امتهان حياة مفيدة تبعًا لنمط حياة الكويكرز. إلا أنه على الرغم من امتلاكه دخلًا كبيرًا، تدرب ثورنتون الشاب لمدة أربع سنوات (1777 – 1781) على الطب العام والعطارة في أولفرستون، لانكشر (كامبريا اليوم).
كانت أول كتابات ثورنتون المعروفة هي دفتر يوميات بدأ كتابته خلال فترة تدريبه المهني، سجل فيه تقريبًا أكبر عدد من التدوينات حول الرسم والتخطيط فضلًا عن ملاحظات تخص العلاجات الطبية والعقاقير. كانت مواضيعه في أغلب الأحيان تخص النباتات والحيوانات، والتصاوير الطبيعية، والمواقع التاريخية، ودراسات تخص الآلات مثل (موقد فرانكلين)، ونجح في تركيب حجرة تصوير مظلمة. استمر على هذا النحو عندما بدأ دراسة الطب في جامعة إدنبرة في عام. تمرَّن بعدها على الطب في مستشفى سانت بارثولوميو. من المؤكد أن هندسة مدينة إدنبرة، وعلى الأخص منطقة نيو تاون التي كان يجري بناؤها حينها، أضفت تأثيرًا كبيرًا عليه. تُظهر تصاوير ورسومات القلاع التي رسمها عن اسكتلندا خلال فترة ترحاله في تلك السنوات، خصوصًا في المرتفعات، دليلًا مباشرًا على اهتمامه بالعمارة.
في سنة 1783، ذهب ثورنتون إلى لندن لمواصلة دراسته للطب؛ ومن المميز حينها أنه خصص وقتًا لحضور محاضرات في الأكاديمية الملكية للفنون. في السنة التالية، كان في طريقه إلى أوروبا حاملًا رسالة توصية إلى بنجامين فرانكلين (1706 – 1790) كتبها معلمه وأحد أقربائه الدكتور جون كوكلي ليتسام (1744 – 1815). في صيف سنة 1784، استكشف مرتفعات اسكتلندا برفقة فوغاس دو سانت فون. حصل على شهادة الطب عام 1784 من جامعة أبردين في اسكتلندا.
قضى ثورنتون بعض الوقت في باريس قبل عودته إلى تورتولا عام 1786. رأى هناك والدته لأول مرة منذ صباه. عندما حاز بيده على مصدر دخله المتمثل بحصته بنصف مزرعة السكر وملكية نحو 70 عبدًا، بدأ يشعر بالضيق مما بحوزته.
توقًا منه في الحصول على الشهرة (وبعض التكفير عن الذنوب بلا شك) باسم قضية مكافحة الرق، هاجر إلى الولايات المتحدة الأمريكية في خريف عام 1786، وانتقل إلى فيلادلفيا. فشلت مساعيه في قيادة فرقة من الأمريكيين السود الأحرار للانضمام إلى المستوطنة البريطانية «لندن بلاكس» عند مصب نهر سيراليون في غرب أفريقيا. أُعجب الكويكرز في فيلادلفيا بمساعي ثورنتون. كان بعضٌ من قادة الدولة الجديدة، من بينهم جيمس ماديسون، الذي أقام مع ثورنتون في المؤسسة الداخلية البارزة التابعة للسيدة ماري هاوس بين عامي 1787 و1788 مدركين لأنشطة ثورنتون في مكافحة الرق. إلا أنه بدأ باستغلال قضية العبودية بعد انتقاله إلى واشنطن. حسب مذكرات احتفظ بها زوجته عام 1800، فقد كان كثيرًا ما يتسوق طلبًا للعبيد ويشتريهم ويشغّلهم. في عام 1788، أصبح مواطنًا أمريكيًا. تزوج ثورنتون من آنا ماريا برودو، ابنة معلمة مدرسة، عام 1790.